# ماريو بوجيتش
ماريو بوجيتش (25 مايو 1983 - 3 أبريل 2023)، هو لاعب كرة قدم بوسني في مركز الوسط، ولد في 25 مايو 1983 في توزلا في البوسنة والهرسك. شارك مع منتخب البوسنة والهرسك لكرة القدم. أما مع النوادي، فقد لعب مع شانغهاي غرينلاند شينهوا ونادي أويبست ونادي سلوفان براتيسلافا ونادي مول فيهيرفار.

## وصلات خارجية
- ماريو بوجيتش على موقع قاعدة بيانات كرة القدم.إي يو (الإنجليزية)
- ماريو بوجيتش على موقع ناشيونال فوتبول تيمز (الإنجليزية)
- ماريو بوجيتش على موقع Soccerway.com (الإنجليزية)
- ماريو بوجيتش على موقع عالم كرة القدم.نت (الإنجليزية)